# Усть-Воя
Усть-Воя (коми Воя) — деревня в Вуктыльском муниципальном округе на востоке Республики Коми. Располагается на правом берегу реки Вои близ места её впадения в Печору. Население на 2010 год — 20 человек.

## История
Деревня возникла в первой половине XIX века. В 1843 году промышленник В. Н. Латкин отметил наличие «нескольких домов» при устье речки Вои. В 1859 году в Усть-Вое (Вое) насчитывалось 5 дворов, 25 жителей (11 мужчин, 14 женщин). До середины 1918 года деревня Усть-Воя находилась в ведении Вологодской губернии — в составе Щугорской волости Усть-Сысольского уезда. В середине 1918 года Усть-Сысольский уезд был передан в состав новообразованной Северо-Двинской губернии, а в ноябре 1918 года Щугорская волость была передана из Усть-Сысольского уезда в состав Чердынского уезда Пермской губернии. Летом 1920 года в Чердынском уезде был создан Троицко-Печорский район, в который вошла Усть-Щугорская волость.
В связи с созданием в 1921 году Автономной области Коми (Зырян) в мае 1922 года Щугорская волость была передана в состав Усть-Куломского уезда. В 1926 году в Усть-Вое насчитывалось 23 двора, 55 жителей (28 мужчин, 27 женщин).
В 1929 году было проведено реформирование системы административного деления, Коми область разделена на районы, включавшие 135 сельсоветов. 5 апреля 1929 года Щугорская волость была преобразована в Щугорский сельсовет Усть-Куломского района. С 1 октября 1929 года АО Коми (Зырян) вошла в состав новообразованного Северного края. В 1930 году — деревня Усть-воя Щугорского сельсовета, здесь имелась пароходная стоянка.
В 1931 году Усть-Щугорский сельсовет был реорганизован и образованы Усть-Войский и Подчерский сельсоветы. Усть-Воя стала селом, центром Усть-Войского сельсовета. В 1931 году из состава Усть-Куломского района был выделен Троицко-Печорский район. Усть-Войский сельсовет был передан в подчинение этому району и в его составе находился до 1936 года.
В 1936 году в составе АО Коми (Зырян) был образован Печорский округ для объединения усилий по быстрейшему развитию районов Крайнего Севера автономной области Коми и по созданию топливно-энергетической базы на Европейском Севере. Усть-Войский сельсовет был передан из Троицко-Печорского района в состав Усть-Усинского района Печорского округа.
5 декабря 1936 года в соответствии с новой Конституцией СССР автономная область Коми была преобразована в Коми автономную советскую социалистическую республику (Коми АССР), которая вышла из состава Северного края и перешла в непосредственное подчинение РСФСР.
11 марта 1941 года Указом Президиума Верховного Совета РСФСР «Об образовании Кожвинского района в составе Печорского округа Коми АССР» Усть-Войский сельсовет вошёл в состав Кожвинского района Коми АССР. В октябре 1941 года Печорский округ был ликвидирован.
С 25 апреля 1959 года Указом Президиума Верховного Совета РСФСР «О переименовании Кожвинского района и упразднении Усть-Усинского района Коми АССР» Усть-Войский сельсовет вошёл в состав Печорского района. В 1970 году в Усть-Вое жили 563 человека.
С 21 февраля 1975 года Усть-Войский сельсовет вошёл в состав Вуктыльского района. С 25 октября 1977 года центр Усть-Войского сельсовета перенесён в посёлок Усть-Соплеск, Усть-Воя стала деревней. В 1979 году в Усть-Вое насчитывалось 219 жителей. В июне 1987 года ликвидировано Усть-Войское сельпо Печорского райпотребсоюза. В 1989 году здесь жили 1122 человека (855 мужчин и 267 женщин), из них 58 % русские.
24 мая 1991 года Коми АССР была преобразована в Коми ССР — республику в составе РСФСР; 12 января 1993 года Коми ССР преобразована в Республику Коми. В 1995 году в Усть-Вое жили 148 человек в 62 хозяйствах.
По данным переписи 2002 года, численность населения Усть-Вои составляла 34 человека (14 мужчин и 19 женщин), по данным переписи 2010 года — 20 человек.
До декабря 2015 года деревня Усть-Воя находилась в составе сельского поселения Усть-Соплеск. В декабре 2015 года статус Вуктыльского района был изменён на городской округ, все существовавшие в составе района сельские поселения были упразднены и Усть-Воя вошла в состав городского округа Вуктыл. С 1 июня 2023 года муниципальное образование городской округ «Вуктыл» в Республике Коми наделён статусом муниципального округа.

## Войская Гора и точильная фабрика

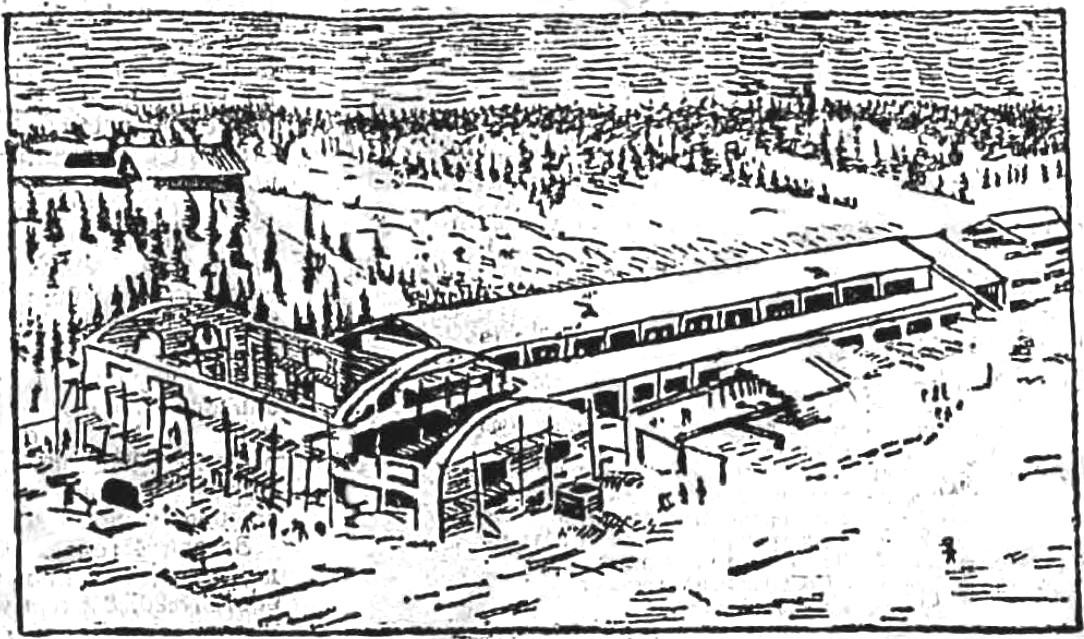
Строительство Войской точильной фабрики. Рисунок из газеты «За новый Север» от 21 декабря 1934 года

На расстоянии 7 километров от Усть-Вои выше по течению реки Вои находится одна из двух Брусяных гор, где с давних времён велась разработка точильного камня. В первой половине XX века на реке Вое в 6 километрах от Усть-Вои располагалась деревня Войская Гора, которая в переписи 1918 года и в списке населённых пунктов начала 1926 года не значится. В конце 1926 года здесь было 9 дворов, 9 жителей — мужчин, занимавшихся разработкой брусяного месторождения. В 1930 году — деревня в Щугорском сельсовете. К 1939 году деревня прекратила существование; в этих местах возник рабочий посёлок Войская Точильная Фабрика, где жили 622 человека (343 мужчины и 279 женщин). В списке населённых пунктов 1956 года отсутствует.
Строительство точильной фабрики в Усть-Вое было начато в 1932 году, её первая очередь была пущена в декабре 1935 года. Фабрика снабжала своей продукцией всю страну. Закрылась в 1962 году (по другим данным, предприятие прекратило работу в 1963 году) в связи с нерентабельностью, аварийным состоянием и изношенностью оборудования, а также вследствие появления на отечественных предприятиях технологий производства искусственных абразивных материалов.

## Население
| 2010 |
| ---- |
| 20   |